# Gaoqiao (Pudong)

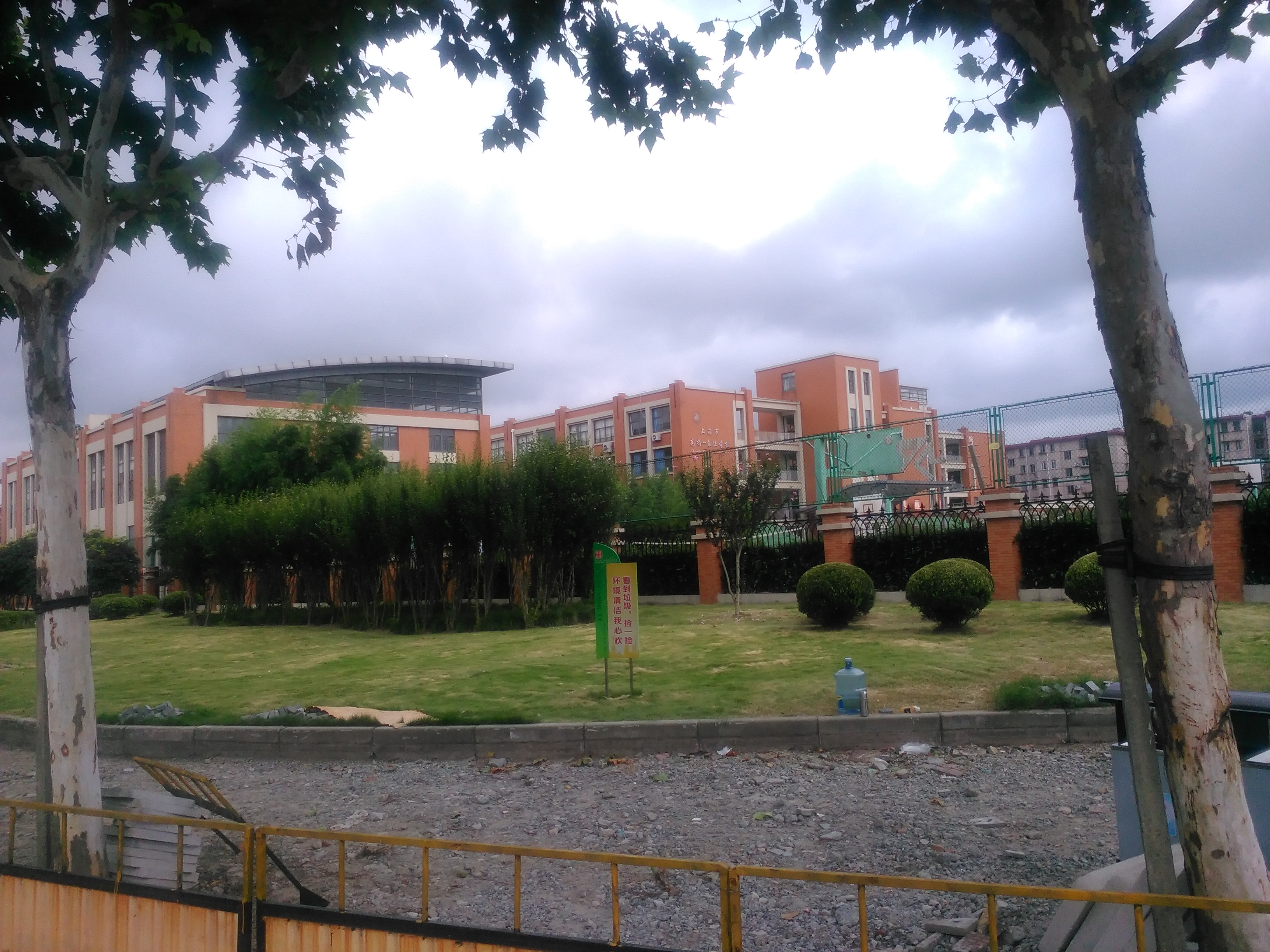
Ostlandschule (Dong Lu) von Shanghai in Gaoqiao

Gaoqiao (chinesisch 高桥, Pinyin Gāoqiáo) ist eine Großgemeinde im Neubaugebiet des Stadtbezirks Pudong von Shanghai in der Volksrepublik China. Die Altstadt Gaoqiao geht auf die Song-Dynastie zurück. Gaoqiao New Town – auch Holland Village (Hollanddorf) oder Holland Town – ist eine neue Planstadt in niederländischem Architekturstil.
Gaoqiao liegt am Nordende von Pudong, am Ostufer des Flusses Huangpu Jiang und neben der Freihandelszone Waigaoqiao. Gaoqiao erstreckt sich über eine Fläche von 42,01 km² und hat 184.486 Einwohner (Stand: Zensus 2010). Gaoqiao ist über die Linie 6 der Metro Shanghai angebunden.
Gaoqiao New Town entstand als Teil der Initiative One City, Nine Towns (Eine Stadt, neun Orte), die im Jahr 2001 begann. Im Zuge dieses Projekts wurde jedem suburbanen Bezirk von Shanghai eine neue Planstadt in eigenen Thema zugeordnet. Pudongs neuer Planstadt Gaoqiao erhielt das niederländische Thema zugewiesen. Andere westliche bisher verwendete Themen sind skandinavisch, italienisch, spanisch, kanadisch, englisch und deutsch. Die niederländischen Architekturbüros Kuiper Compagnons und Atelier Dutch haben gemeinsam das Design für die ursprünglich auf 1 km² geplanten Stadt entwickelt; Chinesische Designer kamen erst später hinzu. Es gibt Nachbildungen niederländischer Gebäude wie dem Het Scheepvaartmuseum, dem Kaufhaus De Bijenkorf in Amsterdam und dem Herrenhaus Hofwijck in Leidschendam-Voorburg. Ein Teil der Stadt wurde vom Kattenbroek-Viertel von Amersfoort inspiriert. Die Stadt hat auch eine Windmühle und ist ein beliebter Ort für Hochzeitsfotos. Bis Juli 2010 waren nur Teile der Stadt fertiggestellt.
Der Waldpark Binjiang liegt an der nördlichen Spitze von Gaoqiao, am Hafen Sancha. Die ersten 1,2 km² der geplanten 3 km² des Parks wurden 2007 eröffnet.

## Bildungseinrichtungen
- Shanghai Ostlandschule Gaoqiao (上海市高桥 — 东陆学校) bedient das ganze Gebiet von Pudong[10]
- Städtische Grundschule Gaoqiao (高桥镇小学)
- Grundschule Tonggang (潼港小学)
- Gaoqiao Mittelschule (高桥中学).